# Eduard Schmidt (Archäologe)

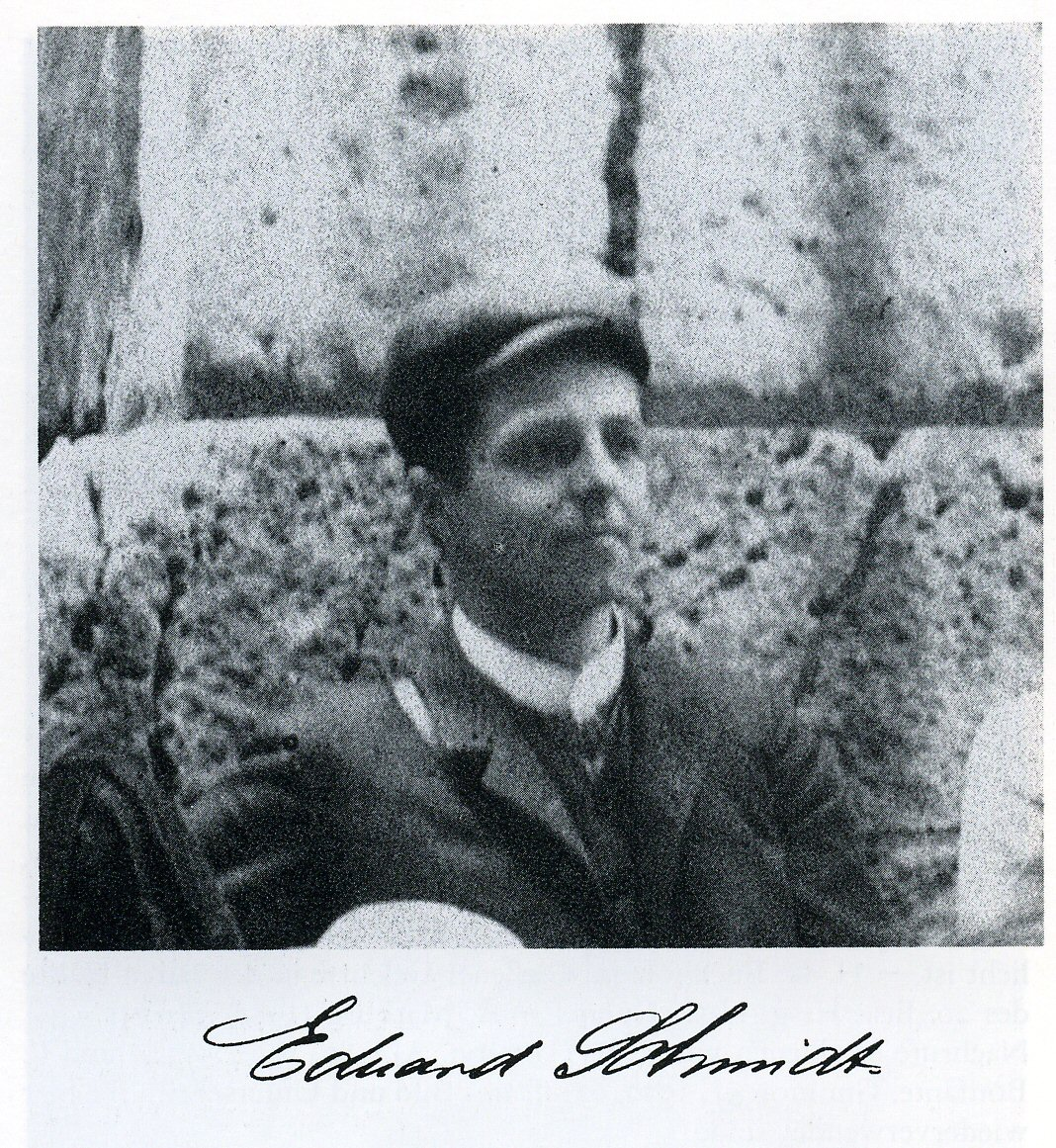
Eduard Schmidt

Eduard Schmidt (* 20. Oktober 1879 in Frankfurt am Main; † 15. März 1963 in Krailling) war ein deutscher Klassischer Archäologe.

## Leben
Eduard Schmidt, Sohn des Architekten Wilhelm Schmidt-Diehler, besuchte von 1889 bis 1898 das Realgymnasium in Frankfurt am Main. Anschließend studierte er seit 1899 Klassische Archäologie an der Universität München. Als einer der letzten Schüler Adolf Furtwänglers wurde Schmidt im Sommersemester 1907 mit der Dissertation Lauf und Flug in der archaisch-griechischen Kunst promoviert. 1909 erschien seine Dissertation in den Furtwängler gewidmeten Münchner Archäologische Studien. 1907 bis 1909 war er Assistent am Königlichen Antiquarium in München, 1909 bis 1911 Assistent am Königlichen Museum für Gipsabgüsse in München, von 1911 bis 1913 dessen Kustos. Von 1914 bis 1918 nahm er am Ersten Weltkrieg teil. Am 12. März 1921 habilitierte er sich an der Universität München. 1925 wurde er Professor und Lehrstuhlinhaber für Klassische Archäologie an der Universität Kiel und Direktor von dessen Sammlung, die er zu einer streng wissenschaftlichen Sammlung umgestaltete. Nach seiner Emeritierung 1946 zog er nach München zurück, wurde Honorarprofessor an der Universität München und arbeitete in seiner Wohnung in Krailling an seiner letzten großen Arbeit zu den Giebeln des Aphaiatempels von Aigina.

## Schriften (Auswahl)
- Lauf und Flug in der archaisch-griechischen Kunst. C. H. Beck, Nördlingen 1908 (Dissertation München 1907).
- Der Knielauf und die Darstellung des Laufens und Fliegens in der älteren griechischen Kunst. In: Münchener archäologische Studien. Dem Andenken Adolf Furtwanglers gewidmet. München 1909, S. 249–397 (überarbeitete Fassung der Dissertation, Digitalisat).
- mit Rudolf Hackl: Sammlung Arndt: griechische und römische Kleinkunst. Kurzer Führer. München 1908.
- Archaistische Kunst in Griechenland und Rom. Heller, München 1922 (Habilitationsschrift).
- Römerbildnisse vom Ausgang der Republik (= Winckelmannsprogramme der Archäologischen Gesellschaft zu Berlin 103). de Gruyter, Berlin 1944.